# Sixten Löfmark

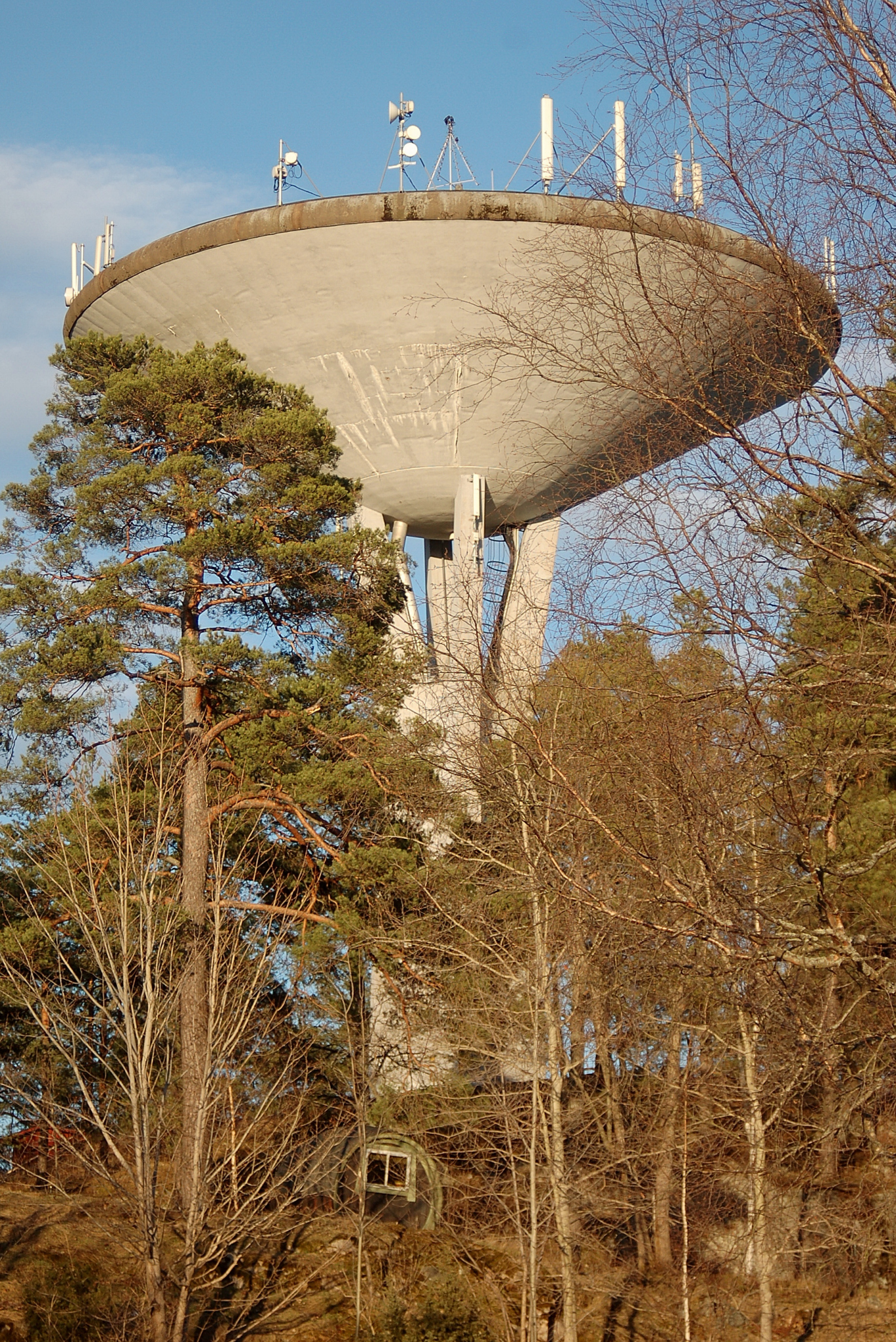
Vattentornet i Laxå.

Oskar Sixten Löfmark, född 26 februari 1922 i Arjeplogs församling, Norrbottens län, död 18 september 1978 i Danderyds församling, Stockholms län, var en svensk arkitekt. 
Löfmark, som var son till skogsarbetare Samuel Löfmark och Hilda Wallström, utexaminerades från Luleå tekniska gymnasium 1948 och från Kungliga Tekniska högskolan 1954. Han var skogsarbetare vid Sävenäs Nya AB 1936–1945, blev tekniker vid Statens Vattenfallsverk 1948, på fortifikationsbefälhavarstaben i Boden 1949–1950, ingenjör vid Statens geotekniska institut 1952, på Axel Emanuel Kumliens arkitektkontor 1953, på arkitekt Nils-Henrik Winblads arkitektkontor 1954, på Hermann Imhäusers arkitektkontor 1956 och var konsulterande arkitekt på ingenjörsfirman Orrje & Co AB från 1959.
Under åren på Orrje & Co ritade Löfmark bland annat vattentornen i Laxå, Mjölby och Kungsängen. Även i Indien finns vattentorn från denna tid som bär hans signatur. Han övertog senare helt ägandet av Imhäusers arkitektkontor och Löfmark och står därigenom bakom sjukhusprojektering för ny- och ombyggnader vid bland annat Södersjukhuset, Gävle och Västerås lasarett